# Amélanchier de Fernald
Amelanchier fernaldii
Espèce
L'amélanchier de Fernald (Amelanchier fernaldii) est une espèce de plantes à fleurs de la famille des Rosaceae. Elle pousse dans l'Est du Canada.
Les fruits sont des piridions qui ressemblent à des baies.